# Cruz Del Toro
Raúl Mendoza (Córdoba, 25 novembre 1991) è un wrestler messicano sotto contratto con la WWE.

## Carriera

### WWE (2016–presente)

#### Cruiserweight Classic (2016)
Mendoza partecipò al torneo del Cruiserweight Classic indetto dalla WWE. Nei sedicesimi di finale del 13 giugno venne eliminato da The Brian Kendrick. Il torneo, alla fine, venne vinto da T.J. Perkins, che venne premiato con il Cruiserweight Championship.

#### NXT(2017–presente)
Nel giugno 2017 venne annunciato che Mendoza aveva con la WWE, venendo collocato nel territorio di sviluppo di NXT. Nella puntata di NXT del 18 giugno Mendoza fece il suo debutto televisivo venendo sconfitto da Aleister Black. Nella puntata di NXT dell'11 marzo Mendoza venne sconfitto da Kushida, e al termine del match venne rapito da misteriosi uomini mascherati, sparendo nel nulla. Mendoza tornò nella puntata di NXT del 10 giugno, insieme a Joaquin Wilde (anch'egli rapito dai due uomini misteriosi), attaccando Drake Maverick e rivelandosi uno degli alleati dell'NXT Cruiserweight Champion ad interim Santos Escobar (in precedenza noto come El Hijo del Fantasma), effettuando di fatto un turn heel. L'8 luglio, nella seconda serata della puntata speciale NXT The Great American Bash, il Legado del Fantasma sconfisse i Breezango e Drake Maverick. Il 22 agosto, nel Pre-show di NXT TakeOver: XXX, Wilde e Mendoza presero parte ad un Triple Threat Tag Team match che comprendeva anche i Breezango e Danny Burch e Oney Lorcan per determinare i contendenti n°1 all'NXT Tag Team Championship ma il match venne vinto dai Breezango. Nella puntata speciale NXT Super Tuesday del 1º settembre il Legado del Fantasma venne sconfitto dai Breezango e Isaiah "Swerve" Scott in un Six-man Street Fight. Nella puntata di 205 Live del 15 gennaio Wilde e Mendoza sconfissero i Bollywood Boyz negli ottavi di finale del torneo del Dusty Rhodes Tag Team Classic. Nella puntata di NXT del 3 febbraio Wilde e Mendoza sconfissero poi i Lucha House Party (Gran Metalik e Lince Dorado) (appartenenti al roster di Raw) nei quarti di finale del torneo, ma il 10 febbraio vennero poi eliminati dagli MSK nelle semifinali del torneo. Il 7 aprile, nella prima serata di NXT TakeOver: Stand & Deliver, Wilde e Mendoza presero parte ad un Triple Threat Tag Team match per il vacante NXT Tag Team Championship che comprendeva anche i Grizzled Young Veterans e gli MSK ma il match venne vinto da questi ultimi. Il 13 giugno, a NXT TakeOver: In Your House, il Legado del Fantasma affrontò Bronson Reed e gli MSK, rispettivamente il primo detentore dell'NXT North American Championship e i secondi detentori dell'NXT Tag Team Championship, in un Winner Takes All Six-man Tag Team match per tutte e tre le cinture ma vennero sconfitti. Nella puntata di NXT 2.0 del 18 gennaio Wilde e Mendoza presero parte al torneo del Dusty Rhodes Tag Team Classic ma vennero eliminati da Edris Enofé e Malik Blade nei quarti di finale. Nella puntata di NXT 2.0 del 12 aprile Wilde e Cruz Del Toro (nuovo ring name di Mendoza) presero parte ad un Gauntlet match per il vacante NXT Tag Team Championship ma vennero eliminati dai Creed Brothers. Il 4 giugno, a NXT In Your House, il Legado del Fantasma venne sconfitto da Tony D'Angelo, Channing "Stacks" Lorenzo e Troy "Two Dimes" Donovan e, come da stipulazione, il Legado dovette unirsi alla stable di D'Angelo. Nella puntata speciale NXT Heatwave del 16 agosto Escobar venne sconfitto da Tony D'Angelo in uno Street Fight nel quale, qualora Escobar avesse vinto, il Legado del Fantasma sarebbe uscito dalla stable di D'Angelo, ma poiché venne sconfitto lo stesso Escobar dovette abbandonare NXT (kayfabe) e, per questo motivo, venne visto poco dopo allontanarsi in macchina assieme a Del Toro, Wilde e la Lopez.

#### SmackDown(2022–presente)
Nella puntata di SmackDown del 7 ottobre fece il suo ritorno assieme a Joaquin Wilde e Santos Escobar e, affiancati da Zelina Vega, debuttarono nel roster principale attaccando la Hit Row (Ashante "Thee" Adonis, B-Fab e Top Dolla). Del Toro e Wilde debuttarono sul ring la settimana dopo, a SmackDown, sconfiggendo proprio Adonis e Dolla. Nella puntata di SmackDown del 20 gennaio Del Toro e Wilde sconfissero i Maximum Male Models (ma.çé e mån.sôör̃) nel primo turno del torneo per determinare i contendenti n°1 allo SmackDown Tag Team Championship degli Usos. La settimana dopo, però, Del Toro e Wilde vennero eliminati dall'Imperium (Giovanni Vinci e Ludwig Kaiser) nella semifinale. Nella puntata di SmackDown del 31 marzo partecipò all'annuale André the Giant Memorial Battle Royal ma venne eliminato. Nella puntata di NXT del 16 gennaio Del Toro e Wilde parteciparono al Dusty Rhodes Tag Team Classic eliminando la Chase U (Duke Hudson e Riley Osborne) nel primo turno, ma vennero eliminati da Carmelo Hayes e Trick Williams nella semifinale (svoltasi il 30 gennaio ad NXT). Nella puntata di SmackDown del 2 febbraio Del Toro e Wilde parteciparono ad un fatal four-way tag team match che comprendeva anche Angel e Berto, Pete Dunne e Tyler Bate e i Pretty Deadly per determinare i nuovi sfidanti all'Undisputed WWE Tag Team Championship ma a vincere furono Dunne e Bate. Nella puntata di SmackDown del 15 marzo Del Toro e Wilde vennero sconfitti da Angel e Berto, non riuscendo a qualificarsi per il ladder match per l'Undisputed WWE Tag Team Championship a WrestleMania XL.

## Personaggio

### Mosse finali
- Springboard Moonsault

## Titoli e riconoscimenti
- Desastre Total Ultraviolento
  - DTU Alto Impacto Championship (1)
- Pro Wrestling Illustrated
  - 309º tra i 500 migliori wrestler secondo PWI 500 (2016)
- Pro Wrestling Noah
  - Noah Wrestling Camp (2014)
- Xtrem Mexican Wrestling
  - XMW International Cup (2012)